# Hydropsyche incognita
Hydropsyche incognita – gatunek owada wodnego z rzędu chruścików i rodziny wodosówkowatych (Hydropsychidae). Larwy budują sieci łowne, są wszystkożernymi filtratorami, żyją w średniej wielkości rzekach potamal. Został opisany w 1993 roku. Larwy i imagines bardzo podobne do Hydropsyche pellucidula. Dobry bioindykator stanu ekologicznego rzek.